# Teufibach
Der Teufibach (oder  Teufenbach, früher auch Tiefenbach geschrieben) ist ein rund 3 Kilometer langer Bach im Seetal auf der Grenze zwischen den Schweizer Kantonen Luzern und Aargau. Als Zufluss des Hallwilersees ist er zugleich ein Nebengewässer des Aabachs und gehört zum Einzugsgebiet der Aare im Schweizer Mittelland und damit auch zu jenem des Rheins.

## Geographie

### Verlauf
Der Teufibach entspringt zwischen den Weilern Rüediken und Hasenberg in der Luzerner Gemeinde Schongau auf 663 m ü. M. In einer Mulde, deren Untergrund aus Schwemmlehm besteht, entstand mitten im intensiv genutzten Landwirtschaftsgebiet ein kleiner Weiher, aus dem der Bach durch einen von Gebüsch gesäumten Graben gegen Nordwesten abfliesst. Das feuchte Kulturland wird durch Drainagerohre in den Bach entwässert.
Nach 600 Metern wird der Teufibach von der Kantonsstrasse von Mettmen nach Aesch überquert. Danach tritt er in den schmalen und bewaldeten Graben ein, den er an der steilen Bergflanke geschaffen hat. Nördlich des Weilers Honeriweid erreicht er neben dem Wald Honeriholz das Gemeindegebiet von Aesch und fliesst nun gegen Westen in die Talniederung hinunter. Auf dem letzten, etwas mehr als einen Kilometer langen Abschnitt folgt ihm die Kantonsgrenze zwischen dem Kanton Luzern auf der linken (südlichen) Seite und dem Kanton Aargau auf der rechten (nördlichen) Seite. Der Eckpunkt der Grenze, wo diese auf den Bach trifft, ist mit einem Hoheitsstein markiert. Im Gebiet der Aargauer Gemeinde Fahrwangen liegt rechts vom Bachgraben neben dem Waldgebiet Bachtalen die Lichtung Schnörgelweid, im Wald links vom Bachgraben befindet sich, in Aesch, die Höhe Heidehübel, die heute auch mit dem Flurnamen Laubsack bezeichnet wird.

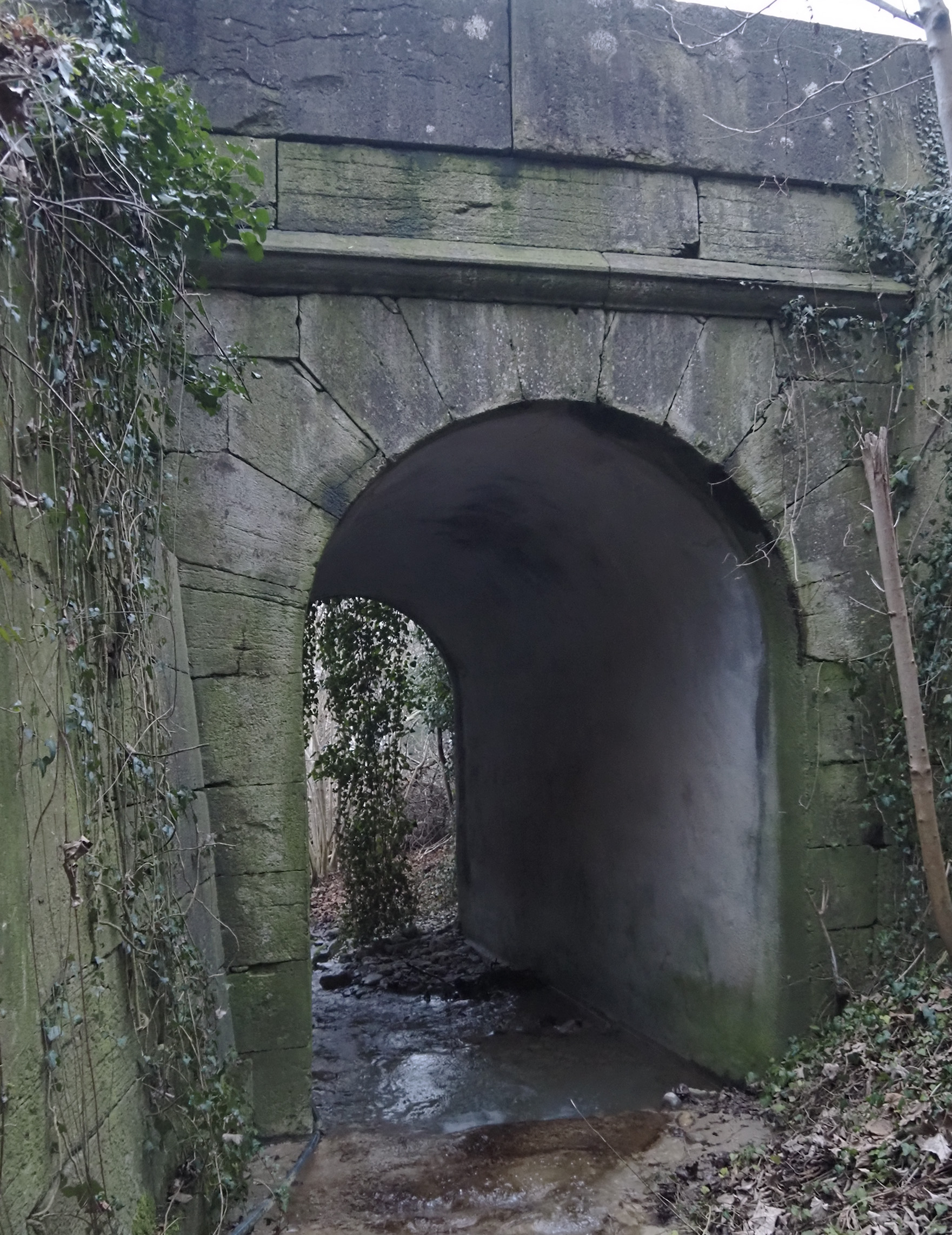
Teufibachbrücke der Hauptstrasse

Am westlichen Waldrand passiert der Bach in einem tiefen Graben die Hauptstrasse 298, die ihn auf 496 m ü. M. mit einer sorgfältig gemauerten Brücke aus den 1840er Jahren überquert. Danach fliesst er weiter in westlicher Richtung durch die sanft zum Ostufer des Hallwilersees abfallende Landschaft. Er mündet auf 449 m ü. M., also mehr als 200 Meter tiefer als seine Quelle, in den See. Die Feldflur auf der linken Seite des Baches, in Aesch, heisst Ägerten; das Feuchtgebiet auf der rechten Seite, im Gebiet von Fahrwangen, ist in die Aescherweid, die künstlich zum Tiefenbach entwässert wird, und die Rüteren, die unter Naturschutz steht, unterteilt. Im Waldstück am See stehen zwei historische Grenzsteine aus dem 18. Jahrhundert, mit denen die Grenze zwischen den damaligen Herrschaftsgebieten von Bern (Gerichtsherrschaft Hallwyl) im Norden (heute Kanton Aargau) und von Luzern im Süden bestimmt wurde. Derjenige der beiden Marchsteine, der ursprünglich näher am See errichtet worden war, befindet sich heute, nach mehreren Seespiegelabsenkungen im 19. Jahrhundert, mitten im Wald etwa 150 Meter vom Ufer entfernt. Die historische Linie der Hoheitsgrenze über den Hallwilersee blieb jedoch unverändert, und deshalb gehört die Fläche beidseits der Bachmündung heute zu Fahrwangen und somit zum Kanton Aargau. Der Teufibach schüttete bei Hochwasser mit seinem Geschiebe, das vorwiegend aus kleinen Kieselsteinen aus dem Moränenmaterial besteht, allmählich ein kleines Delta im Hallwilersee auf. Die Sedimentablagerung setzt sich gegen Westen auch unter der Seeoberfläche (sublakustrisch) fort.
Der letzte Bachabschnitt von der Hauptstrasse bis zum See gehört zum Landschaftsschutzgebiet «Hallwilersee», das 1963 im Inventar der zu erhaltenden Landschaften und Naturdenkmäler von nationaler Bedeutung aufgeführt wurde und daher auch im Bundesinventar der Landschaften und Naturdenkmäler von nationaler Bedeutung ausgewiesen ist. Der Aargauer Abschnitt der Hallwilerseelandschaft wurde schon 1935 vom Kanton unter Schutz gestellt, und der Regierungsrat des Kantons Luzern erliess 1992 die «Verordnung zum Schutz des Baldegger- und des Hallwilersees und ihrer Ufer».
Der Teufibach wird kurz vor seiner Mündung vom Uferweg, der rund um den Hallwilersee führt, auf einem letzten Feldwegübergang, der nur aus einem Durchlass mit einem grossen Betonrohr besteht, überquert. Auf dem nicht befestigen Weg verläuft die Veloroute «Seetal-Bözberg». Über die kleine Teufibachquerung führt jeweils auch die Halbmarathon-Strecke des Hallwilerseelaufs.

### Einzugsgebiet
Der Teufibach entwässert einen Abschnitt am Westhang des Lindenbergs zum Hallwilersee. Die Bergflanke ist über dem Molassefelsen (Obere Süsswassermolasse) grossflächig von mächtigen Grund- und Seitenmoränen des eiszeitlichen Reussgletschers bedeckt, deren hügelige Formen den Verlauf der Fliessgewässer vorgeben. Das Land nordöstlich und nördlich des Teufibachs liegt im Einzugsgebiet des Dorfbachs von Schongau, Fahrwangen und Meisterschwanden (Kanton Aargau) und das Gebiet südlich von ihm in jenem des Hinderbachs von Aesch (Kanton Luzern); die beiden Nachbargewässer münden ebenfalls in den Hallwilersee. Bei Mettmen, einem Ortsteil von Schongau, bestand in einem flachen Moränengebiet ein alter Überlauf vom Dorfbach zum Teufibach.
Das Tobel im mittleren Abschnitt des Teufibachs zählt zu den durch Erosion tief in das Lockergestein eingeschnittenen Gräben an den Flanken des Seetals. Es ist jedoch nicht – anders als etwa das Gitzitobel am Vorderbach in Aesch – bis zum Molasse-Untergrund aus Sandstein hinunter eingetieft. Im tiefen Tobel liegen mehrere Findlinge aus kristallinem und aus Sedimentgestein, die aus der Moräne ausgewaschen wurden, als der Teufibach mit der Zeit das feinere Material ausschwemmte. Viele kleinere Findlinge liegen im Bachgraben bis fast in die Uferzone am Hallwilersee.
Der natürliche Verlauf des Baches ist weitgehend ungestört erhalten geblieben, weil an ihm wohl aufgrund der Lage an einer alten Herrschaftsgrenze keine Dorfsiedlung und trotz dem grossen Gefälle kein Wasserwerk entstand. Einige neben dem Bach früher vorhandene Quellen wurden für die Versorgung der nahen Siedlungen mit Trinkwasser gefasst.

### Zuflüsse
- Langetebach (rechts), 0,2 km
- Aescherweid (rechts)